# Damasko
Damasko – część wsi Kazimierz w Polsce położonej w województwie opolskim, w powiecie prudnickim, w gminie Głogówek. Historycznie leży na Górnym Śląsku, na ziemi prudnickiej. Położona jest na terenie Doliny Górnej Straduni, będącej częścią Niziny Śląskiej. Przepływa przez nią rzeka Stradunia.
W latach 1975–1998 miejscowość administracyjnie należała do ówczesnego województwa opolskiego.

## Geografia
Damasko położone jest na wschód od Kazimierza, przy drodze do Ciesznowa (dawna trasa z Głogówka do Raciborza). Po jego zachodniej stronie przepływa rzeka Stradunia. Pod względem typu osadnictwa Damasko stanowi przykład widlicy.

## Nazwa
W historycznych dokumentach nazwę miejscowości wzmiankowano w różnych językach oraz formach: Domescowic (1310), Damasko (1345), Dometek (1446), a także Damaszek. Według zbioru słowiańskich nazw miejscowości opracowanego w 1896 przez Stanisława Drażdżyńskiego, polskim odpowiednikiem niemieckiej nazwy Damasko było Damaszko.

## Historia
Miejscowość Damasko wyodrębniła się w wyniku pokoju kłodzkiego w 1137, kiedy wyznaczając granicę polsko-czeską podzielono wieś Kazimierz na dwie części. Damasko znalazło się wówczas w granicach Czech, oddzielone od polskiego Kazimierza rzeką Stradunia. Stanowiło ważny ośrodek gospodarczy. Pomimo zniesienia granicy w XVI wieku, podział na Kazimierz i Damasko zachował się do czasów współczesnych. Ze wsi wywodził się śląski szlachecki ród Damasko.
Do 1742 wieś należała do powiatu sądowego głogóweckiego w Monarchii Habsburgów. Po I wojnie śląskiej znalazła się w granicach Królestwa Prus i weszła w skład powiatu prudnickiego w prowincji Śląsk. W 1783 w Damasku znajdowała się szkoła, folwark, kościół. Mieszkały w nim 224 osoby, w tym 25 ogrodników i 15 chałupników.

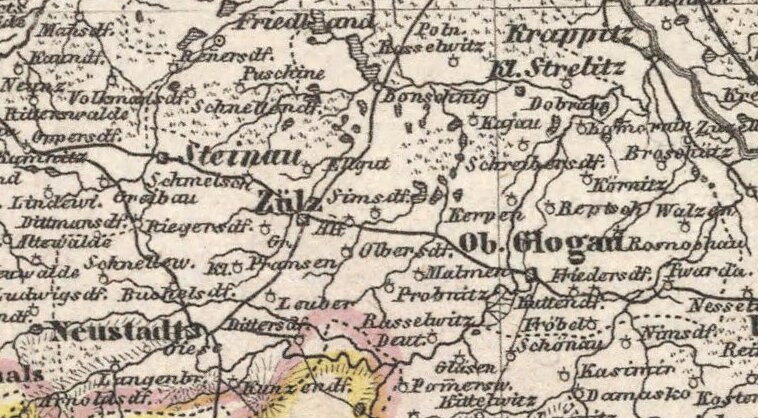
Damasko wśród miejscowości ziemi prudnickiej na mapie z 1849

Do czasu sekularyzacji w 1810 majątek Damasko był własnością probostwa cystersów, w odróżnieniu od „hrabiowskiego” Kazimierza. Następnie stał się własnością magnackiego rodu von Prittwitz. W 1843 w Damasku naliczono 76 domów i 565 mieszkańców. W 1855 miejscowość zamieszkiwało 619 osób, a w 1861 – 662.
Miejscowość posiadała swoją własną pieczęć gminną. We wrześniu 1898 w Damasku doszło do dwóch pożarów. W pierwszym – 23 września – spłonęła posiadłość cieśli Rotkegla, zginęło trzyletnie dziecko. Do drugiego pożaru doszło 26 września w gospodarstwie Jandera, zginęła dwulatka.
Według Słownika geograficznego Królestwa Polskiego w 53 domach w Damasku mieszkało 246 osób. W XIX wieku w Damasku funkcjonował młyn wodny. Według spisu ludności z 1 grudnia 1910, na 318 mieszkańców Damaska 306 posługiwało się językiem niemieckim, a 12 językiem polskim. Do głosowania podczas plebiscytu na Górnym Śląsku uprawnionych było w Damasku 287 osób, z czego 191, ok. 66,5%, stanowili mieszkańcy (w tym 189, ok. 65,8% całości, mieszkańcy urodzeni w miejscowości). Oddano 284 głosy (ok. 98,9% uprawnionych), w tym 284 (100%) ważne; za Niemcami głosowało 284 osób (100%), a za Polską 0 osób (0%).

## Liczba mieszkańców
- 1783 – 224[12]
- 1843 – 565[13]
- 1855 – 619[13]
- 1861 – 662[13]
- 1910 – 318[18]